# Nicolás Sartorius Álvarez de las Asturias
Nicolás Sartorius Álvarez de las Asturias (castellà: Nicolás Sartorius)  (Sant Sebastià, 4 de maig de 1938) Nicolás Sartorius Álvarez de las Asturias, és un advocat, polític i periodista espanyol, fill del comte de San Luis.

## Biografia
Actiu militant antifranquista, durant els anys 50 fou fundador de les Juventudes Monárquicas Españolas, de les que en fou el principal dirigent amb José Luis Leal Maldonado i Juan Tomás de Salas. En els anys seixanta, però, va formar part del Frente de Liberación Popular, va ser cofundador del sindicat Comissions Obreres i membre del Partit Comunista d'Espanya.
Va ser detingut i condemnat en diverses ocasions per la seva militància política durant la dictadura franquista, sent un dels detinguts per suport als acusats en el conegut com Procés de Burgos. En total va passar sis anys a la presó. Va participar activament des de Comissions en les negociacions polítiques durant la Transició Espanyola i fou Diputat al Congrés en la II legislatura pel Partit Comunista d'Espanya, en substitució de Marcelino Camacho Abad. Fou escollit novament diputat en la III i IV legislatura per Izquierda Unida, arribant a ser-ne Portaveu, així com representant (1987-1989) i president (1989-1993) de la Junta de Portaveus del Congrés dels Diputats. Degut a les seves diferències amb Julio Anguita va abandonar la direcció d'IU en 1994 i es va unir al corrent Nueva Izquierda, que va acabar per constituir-se en partit polític com a Partido Democrático de la Nueva Izquierda, integrant-se la major part dels seus afiliats al PSOE.
Des de l'abandó d'Izquierda Unida s'ha dedicat a escriure articles i llibres sobre història contemporània d'Espanya, la majoria en relació amb el període de la transició política. Es va incorporar a la Fundació Alternatives, de la qual és Vicepresident. En la seva labor com periodista col·labora habitualment en el diari El País i en el programa Ahora por ahora de la Cadena SER.
La seva última obra, El final de la dictadura. La conquista de la democracia en España (Madrid, 2007) és un assaig històric escrit amb Alberto Sabio.

## Obres
- El resurgir del movimiento obrero
- El sindicalismo de nuevo tipo
- Un nuevo proyecto político
- Carta a un escéptico sobre los partidos políticos
- La memoria insumisa: sobre la dictadura de Franco
- El Final de la Dictadura: La conquista de la libertad en España (2007)